# Route de Mont-Saint-Jean
La route de Mont-Saint-Jean (en néerlandais: Sint-Jansbergsteenweg) est une chaussée bruxelloise qui fait partie du Ring de Bruxelles.

## Historique
Entre 1831 et 1836, cette chaussée fut aménagée par la Société générale de Belgique, propriétaire de la forêt de Soignes. Avant cela, elle était une route étroite qui reliait Mont-Saint-Jean à Tervuren. On l’appelait populairement le chemin de la Banque. 
Actuellement incorporée dans le Ring de Bruxelles(R0), elle s'apparente à une autoroute, même s'il s'agit de la seule portion du R0 qui n'en est pas une : elle compte même encore des habitations. Elle possède deux fois deux bandes de circulation. Pour plus de fluidité, on creusa un tunnel sous l’autoroute E411 (ancienne chaussée de Wavre) au carrefour Léonard, inauguré le 23 juin 1983. Et plus tard, un tunnel traversant fut construit à la hauteur de Notre-Dame de Bonne Odeur pour supprimmer le dernier feu rouge qui subsistait sur le R0.